# Rattus steini
Rattus steini és una espècie de mamífer rosegador de la família dels múrids. Viu a Indonèsia i Papua Nova Guinea. Habita els boscos primaris humits tropicals, tot i que també és comuna a jardins rurals i herbassars. És una espècie en risc mínim, és a dir, no sembla que hi hagi cap amenaça significativa per a la seva supervivència.
El seu nom específic, stein, és en honor del zoòleg alemany Georg Hermann Wilhelm Stein, que estudià la fauna de Nova Guinea, entre altres llocs.